# Amaenaideyo!!
Amaenaideyo!! är en japansk anime från 2005, som ges ut av Studio Deen.
Genrerna är komedi, ecchi, haremmanga och skolliv.

## Handling
Amaenaideyo!! handlar om Satonaka Ikko som är en Buddhistisk präst-lärling. Han blev ivägskickad till ett tempel (där hans mormor bär ansvaret över templet och utlärandet) av sina föräldrar för att studera Buddhism. På templet bor även sex tjejer som har överlägset mycket mer kunskaper än vad han har - och de flesta kunskaper är magiska kunskaper. Ikko har nämligen nästan inga magiska kunskaper - förutom när han ser en naken tjej, då hans magiska kunskaper och krafter överstiger de andras kunskaper kraftigt.

## Röster
| Karaktär         | Japansk röst    |
| Amanogawa Haruka | Watanabe Akeno  |
| Atoda Yuko       | Higuchi Chieko  |
| Ikuina Sumi      | Kawakami Tomoko |
| Kahahara Jotoku  | Sugiyama Mai    |
| Nambu Chitose    | Nakahara Mai    |
| Satonaka Ikko    | Suzuki Chihiro  |
| Sugai Hinata     | Shiraishi Ryoko |
| Sugai Sakura     | Terada Haruhi   |

## Avsnittslistor

### Amaenaideyo!!
1. Don't Awaken
2. Don't Fool Around
3. Don't Peek
4. Don't Be Frightened
5. Don't Cosplay
6. Don't Transform
7. Don't Look for Me
8. Don't Confess
9. Don't Sing
10. Don't Get Me Wet
11. Don't Irritate Me
12. Don't Awaken
13. Don't Take a Break (Bonusavsnitt)

### Amaenaideyo!! Katsu!!
1. Don't Tempt Me
2. Don't Fan Me
3. Don't Come Back
4. Don't Haniwa
5. Don't Fall
6. Don't Be Perplexed
7. Don't Mate
8. Don't Egg
9. Don't Cry
10. Don't Meddle
11. Don't Act Spoiled (Vilket betyder Amaenaideyo på japanska)
12. Don't End
13. Don't Be Fooled (Bonusavsnitt)